# Verdrag van Luxemburg

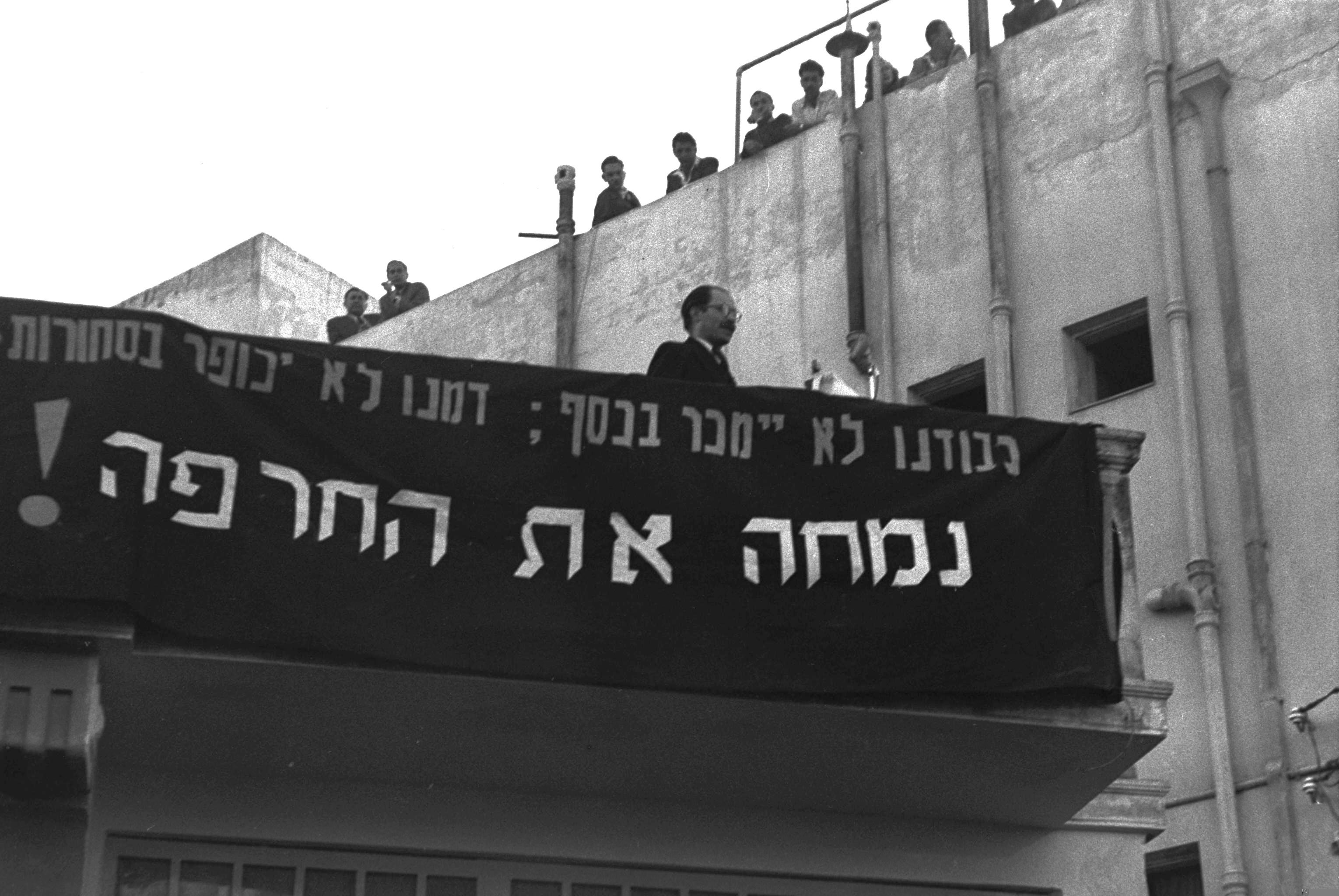
Menachem Begin protesteert tegen het Verdrag van Luxemburg. Op het spandoek staat: "Onze eer zal niet voor geld worden verkocht; Ons bloed zal niet worden vergoed met goederen. We zullen de schande tenietdoen!"

Het Verdrag van Luxemburg (Duits: Luxemburger Abkommen; Hebreeuws: הסכם השילומים Heskem HaShilumim) is een verdrag dat op 10 september 1952 gesloten werd tussen de Bondsrepubliek Duitsland aan de ene kant en Israël en de Jewish Claims Conference (JCC) aan de andere kant.
In het verdrag werd geregeld dat de Bondsrepubliek in een periode van veertien jaar betalingen, exportgoederen en dienstverlening met een totale waarde van 3,5 miljard Duitse mark (DM) zou leveren ter ondersteuning van de opvang van Joodse vluchtelingen door Israël. Daarnaast ging de Bondsrepubliek de verplichting aan Joods vermogen terug te geven aan de rechtmatige eigenaren. Hiervoor werd een bedrag van 450 miljoen DM beschikbaar gesteld ten behoeve van de Jewish Claims Conference. Ook werd 50 miljoen DM beschikbaar gesteld voor de personen die slachtoffer waren van de Neurenberger rassenwetten, maar die door de JCC als niet-Joods werden gezien en door hen niet werden ondersteund. Bondskanselier Konrad Adenauer bewerkstelligde dat het Verdrag van Luxemburg met steun van de SPD en tegen de zin van delen van de eigen coalitiepartijen op 18 maart 1953 in de Bondsdag werd aangenomen.
De onderhandelingen voor het verdrag vonden vanaf maart 1952 plaats in Kasteel Oud-Wassenaar. Het verdrag werd ondertekend in het stadhuis van Luxemburg door Adenauer (in zijn functie van minister van Buitenlandse Zaken) en Moshe Sharett, de minister van Buitenlandse Zaken van Israël.
Het verdrag was in Israël zeer omstreden. De oppositie onder Menachem Begin beschouwde de betalingen als bloedgeld. In eerdere instantie had Israël de bezettingsmachten in Duitsland benaderd om de claims namens Israël te innen. Dit werd geweigerd, waarop Israël de Bondsrepubliek en de Duitse Democratische Republiek (DDR) benaderde. De DDR reageerde niet op het Israëlische verzoek. Tijdens de onderhandelingen, op 27 maart 1952 werd een bomaanslag op Adenauer gepleegd, waarbij een Duitse agent om het leven kwam. Het werd al snel duidelijk dat de aanslag uit de hoek van de zionistische terreurorganisatie Irgun kwam, maar om de broze betrekkingen niet te belasten werd hier door Duitsland geen werk van gemaakt.